# NDB (авіація)

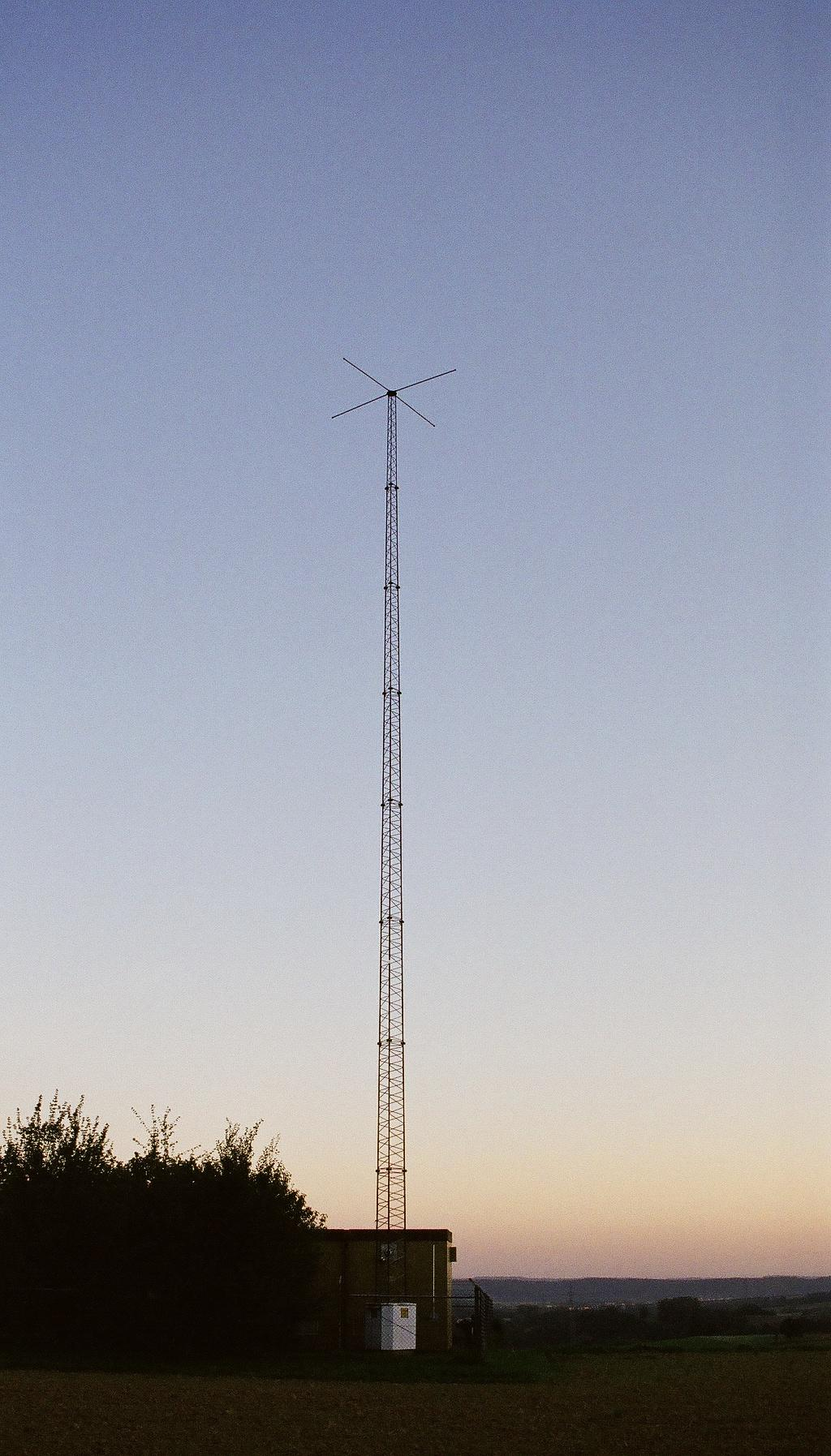
Радіовежа маяка «NKR» у Leimen-Ochsenbach, Німеччина

Символ NDB-маяка на аеронавігаційних картах. Порожній квадрат довкола даного символа означатиме, що в систему інтегровано обладнання для заміру відстаней DME

Неспрям́ований радіома́як (анг. NDB, non-directional beacon) ― це радіопередавач у визначеному місці, що використовується в авіації та морській справі як навігаційний орієнтир. Як зрозуміло з назви, передаваний сигнал не включає дані про напрям, на відміну від інших навігаційних систем типу низькочастотного радіо, VOR та TACAN. Сигнали NDB огинають кривизну Землі, відповідно їх можна отримати на більшу відстань при менших висотах, що є величезною перевагою над VOR. Однак на NDB зв'язок має більший вплив погода, рельєф, берегова рефракція та електризація атмосфери, особливо на великих відрізках.

## Види NDB
В авіації діапазон NDB стандартизований ICAO Annex 10 ― частоти між 190-1750 кГц (в Північній Америці ― 190-535 кГц). Кожен передавач відрізняється позивним з одної-трьох літер коду Морзе. В Канаді приватні NDB-станції мають одну літеру і одну цифру. 
Існує чотири типи неспрямованих радіомаяків в системі аеронавігації:
- Маршрутні, що позначають повітряні траси
- Передавачі для захóдів на посадку
- Курсові маяки
- Локатори

Крайні два типи використовуються в поєднанні з ILS.

## Система автоматичного пошуку напрямку
Система навігації NDB складається з двох сегментів: автоматичний шукач напрямку (ADF), приймач, що встановлений в літаку, так й власне NDB-передавач. ADF також може визначати локації передавачів в стандартному середньохвильовому діапазоні амплітудної модуляції (530-1700 кГц з кроком у 10 кГц на американських континентах та 531-1602 кГц з кроком 9 кГц деінде).
Обладнання ADF визначає напрям чи азимут на NDB-станцію відносно ПС завдяки комбінації спрямованої і неспрямованих антен з метою заміру найсильнішого сигналу. Цей азимут відтворюється на індикаторі відносного азимута (RBI). Він виглядає як компас із накладеного поверх стрілки Пн-Пд вказівника азимута, однак плашка компаса зафіксована в нульовій позиції відповідно до центролінії літака. У цьому випадку політ здійснюватиметься рівно на маяк, якщо вказівник збіжиться з нульовою позицією компаса, за умови відсутності вітру. Аналогічно зворотній трек матиме місце, якщо напрям стрілок буде рознесений на 180 градусів. При поперечному вітрі потрібно враховувати віднесення по вітру.

## Використання NDB

### Повітряні траси
Азимут NDB пропонує надійний спосіб ідентифікації повітряних трас. Повітряне судно в польоті слідує маршрутам згідно з планом польоту. Повітряні траси пронумеровані та стандартизовані: позначені кольором ― для низько- та середньочастотних станцій типу NDB, що подані коричневим кольором на секторальних картах. Зелені й червоні авіатраси ― Сх. та Зх. напрямків, оранжеві та сині ― відповідно Пн. та Пд. Екіпаж слідує цим маршрутами, відстежуючи радіали відносно різноманітних навігаційних станцій, та здійснюючи при потребі до- чи розвороти. 

### Місцезнаходження
NDB віддавна використовували авіаштурманами, а ще раніше ― і в морській справі, з метою встановлення місцезнаходження згідно з картою. Положення визначається завдяки перетину під відповідним кутом ліній на відомі станції. Кути встановлюють компасом; азимути на NDB ― за допомогою радіокомпасу (RDF). 
Встановлення позиції за допомогою NDB є резервним варіантом у випадку відсутності зв'язку з VOR-станціями та відмова чи відсутність GPS-приймача.

### Захóди NDB
ЗПС із встановленими NDB/VOR-передавачами дозволяє здійснювати лише неточні заходи на посадку (в разі наявності ILS ― точні).

### Система посадки за приладами (ILS)
NDB часто використовуються як маркерні радіостанції ЗПС для ініціації точних захóдів ILS. Можуть бути встановлені по два (зрідка навіть три) привідних маяка з кожного боку ЗПС: дальній маркер LOM (locator outer marker) ― переважно 4 км від порогу ЗПС, та ближній маркер (locator inner marker, LIM) ― 1 км від порогу ЗПС. NDB можуть позначати згідно схем прибуття (STAR) стартові точки для захóдів по ILS. Маркерні маяки при ILS-захóдах повсюдно замінені обладнанням для заміру відстані DME, для диференції етапів посадки з прив'язкою до одиниць довжини.

### Передача іншої інформації по NDB
Окрім передачі позивного згідно з азбукою Морзе на частотах 400 або 1020 Гц, NDB також використовується для трансляцій:
- ATIS
- AWIS
- AWOS
- ASOS
- VOLMET
- TWEB
- PIP